# Bath Iron Works
Pour les articles homonymes, voir BIW.
Bath Iron Works (BIW) est un important chantier naval, situé au bord de la rivière Kennebec, à Bath, dans l'État du Maine, aux États-Unis.

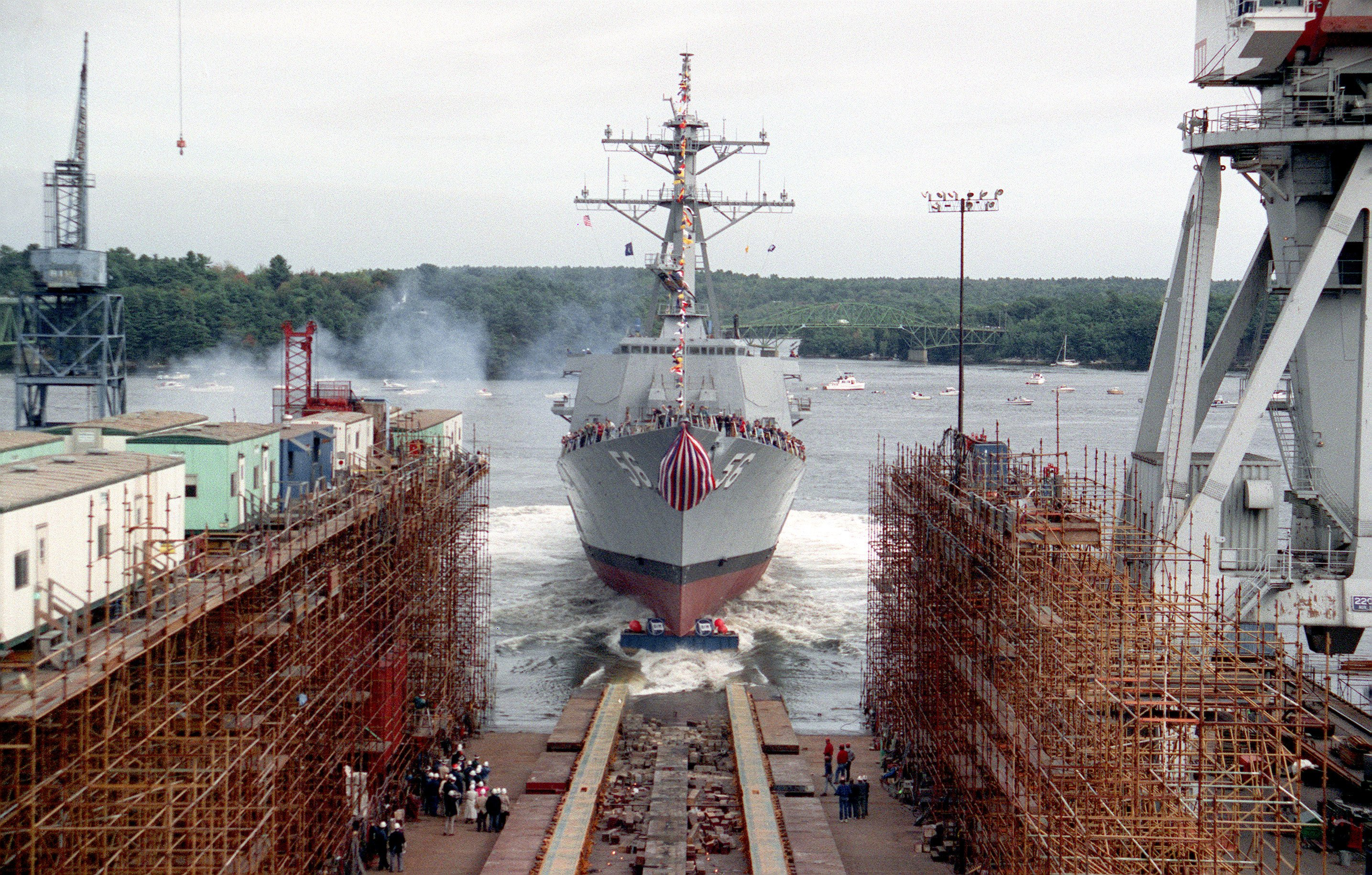
Lancement du destroyer USS John McCain au chantier naval Bath Iron Works, le 26 septembre 1992.

Fondé en 1884, ce chantier naval est devenu un important fournisseur de l'United States Navy. Il appartient à la General Dynamics Corporation depuis 1995.
Bath Iron Works est également le nom de l'entreprise qui possède et exploite ce chantier naval, et de la division de General Dynamics depuis 1995.

## Chronologie
- 1884 : Fondation de la société Bath Iron Works, Ltd., par Thomas W. Hyde.
- 1893 : Bath Iron Works livre son premier navire en acier à l’US Navy.
- 1899 : Lancement de torpilleurs rapides.
- 1902 : Bath Iron Works passe pendant trois ans sous le contrôle de l'US Shipbuilding Trust.
- 1909 : Bath Iron Works lance ses premiers destroyers.
- 1925 : Interruption de l'activité de construction navale.
- 1928 : Renaissance de Bath Iron Works grâce à William S. Newell.
- 1936 : Première vente publique d’actions.
- 1943 : Apogée de l’activité pendant la Seconde Guerre mondiale.
- 1995 : General Dynamics Corporation acquiert Bath Iron Works.

## Les origines
Descendant d'une prospère famille de négociants de Bath, Thomas W. Hyde s'était illustré pendant la guerre de Sécession devenant brigadier général à l'âge de 23 ans. Revenu dans sa ville natale, il exploita une petite fonderie, puis fonda la société Bath Iron Works, Ltd. le 28 novembre 1884. Il racheta une ancienne forge située au bord de la rivière Kennebec, à Bath, et l'équipa pour y construire des bateaux en acier, qui étaient encore rares à l'époque.
Le chantier naval commença cependant par construire des bateaux à vapeur en bois. La coque était fabriquée par un autre chantier, Bath Iron Works se chargeant des machines et de tout l'équipement. Le Cottage City, lancé en 1890, assura un service régulier entre Portland (Maine) et New York pour les passagers et les marchandises. L'année suivante, le Manhattan, un bateau identique était construit.

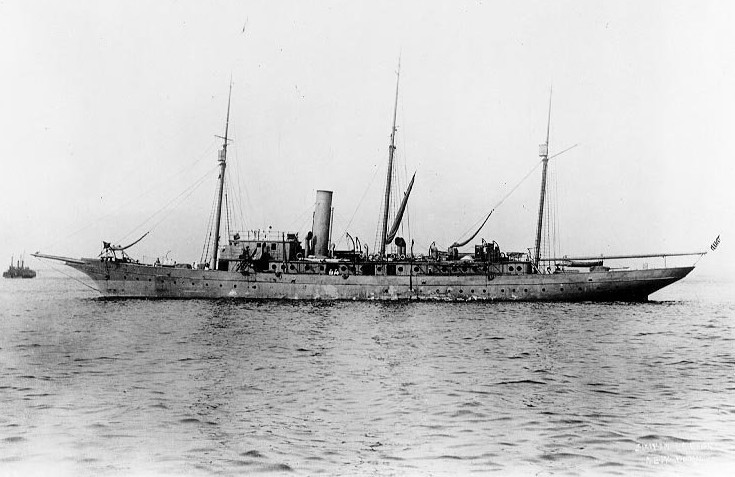
Le yacht Eleanor, acquis par l'US Navy et rebaptisé Harvard (1917).

Deux canonnières en acier munies de voiles auxiliaires, la Machias et la Castine, furent ainsi lancées en 1893 pour l'US Navy et deux autres furent commandées peu après. En 1894, le chantier fut en grande partie détruit par un incendie, mais le général Hyde mobilisa les ressources de sa ville pour le reconstruire. À cette époque, Bath Iron Works construisit également des bateaux à vapeur en bois et des bateaux-phares.
Plusieurs yachts célèbres furent également lancés à Bath :
- L'Eleanor, en 1894, pour l'industriel William A. Slater. C'était le yacht américain le plus luxueux construit à cette époque. Il partit immédiatement pour un tour du monde qui dura deux ans.
- L'Aphrodite, en 1898, un yacht de 92 mètres de longueur pour le colonel Oliver Payne.

## Constructeur de destroyers
Entre 1899 et 1901, Bath Iron Works livra cinq torpilleurs légers et très rapides à l'US Navy, et en 1904, un croiseur, le Cleveland, et l'unique cuirassé construit à Bath, le Georgia. Ce dernier navire eut néanmoins le plus grand mal à rejoindre la mer en empruntant la rivière Kennebec, qui n'était pas assez profonde. Le chantier naval se limita dès lors à des navires de moindres dimensions et se spécialisa dans la construction d'un nouveau type de bâtiment, le destroyer. Les destroyers accomplirent de nombreuses missions, comme l'escorte des convois, la détection et la destruction des sous-marins.
Les premières années du XXe siècle furent difficiles pour le chantier Bath Iron Works, qui dut s'associer avec Charles Schwab (en) pour former l'US Shipbuilding Trust. Mais cette association ne dura que peu de temps en raison de la campagne anti-trusts du président Theodore Roosevelt. Bath Iron Works passa entre les mains du fils cadet du général Hyde, décédé en 1899, John S. Hyde. Les nombreuses commandes de l'US Navy, notamment les destroyers, redressèrent rapidement la situation financière. Par ailleurs, le chantier modernisa ses méthodes de travail, abandonna complètement les coques en bois.
Pendant la Première Guerre mondiale, il lança de nombreux destroyers du type Liberty, mis au point à Bath et également construit dans d'autres chantiers. Après la mort de John S. Hyde, en 1917, William T. Cobb présida aux destinées de Bath Iron Works. Le chantier connut une période très active pendant la guerre, employant jusqu'à 1 900 travailleurs. Mais l'après-guerre fut dramatique, l'effectif retomba à 650 et aucun navire ne fut lancé en 1922. Le chantier ferma ses portes et fut vendu aux enchères ainsi que tout son équipement, le 1er octobre 1925.

## Reprise

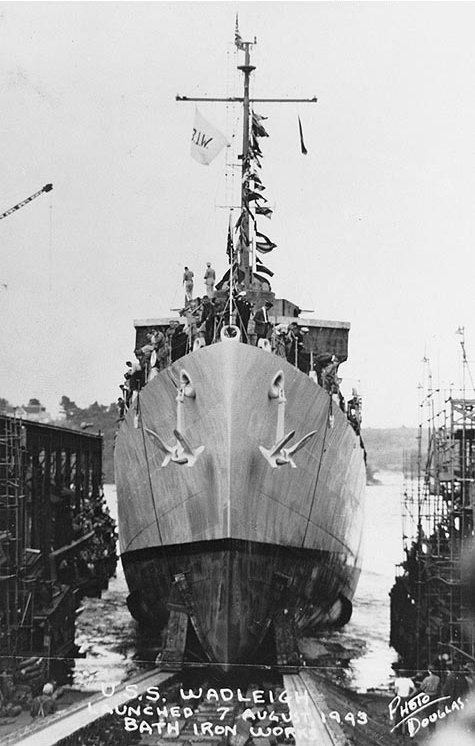
Lancement du destroyer USS Wadleigh (DD-689) au chantier Bath Iron Works, le 7 août 1943.

En 1927, un ancien directeur du chantier, William S. Newell, releva Bath Iron Works. Il loua le chantier, créa la Bath Iron Works Corporation avec de l'argent emprunté et acheta de l'équipement dans une vente aux enchères à Philadelphie. L'année suivante, il lança un premier yacht, le Vanda, long de 73 mètres. D'autres suivirent, de plus en plus grands et rapides, comme le Corsair IV pour le financier John Pierpont Morgan, long de 104 mètres et lancé en 1930. Le krach de Wall Street interrompit les commandes de yachts. Toutefois, en 1936, Harold S. Vanderbilt chargea le chantier de construire le Ranger pour la Coupe de l'America, qu'il remporta l'année suivante.
Bath Iron Works reçut également des commandes de chalutiers pour plusieurs armements du Maine ; dix-huit chalutiers furent construits entre 1928 et 1937. Pendant la Prohibition, les garde-côtes, chargés d'intercepter la contrebande d'alcool, commandèrent sept vedettes de la classe Argo, qui furent livrés en 1931 et 1932. De nouveaux destroyers pour l'US Navy furent commandés en 1931, les Dewey et Farragut, qui furent livrés en 1936. C'étaient les premiers destroyers construits depuis 1918.
En 1940, le rajeunissement de l'US Navy voté par le Congrès entraîna la construction d'une nouvelle flotte de destroyers pour remplacer les anciens, donnés au Royaume-Uni. L'entrée en guerre des États-Unis accrut encore les commandes de l'US Navy. De Pearl Harbor à la capitulation du Japon, 82 destroyers furent construits, soit un tous les 17 jours. L'effectif du chantier, qui était tombé à 300 au début des années 1930, s'élevait à 12 000 travailleurs en 1943. Mais en 1947, il s'élevait à peine à 350.

## La guerre froide
L'activité redémarra d'abord grâce à une commande de 32 chalutiers, passée par le gouvernement français ; ils furent livrés entre 1947 et 1949. Bath Iron Works reçut bientôt de nouvelles commandes de l'US Navy : des destroyers, des frégates, des escorteurs, des bâtiments de débarquement LST. Par ailleurs, la construction de yachts reprit.
En 1968, la holding qui était propriétaire de Bath Iron Works, Bath Industries Inc., fusionna avec un fabricant de revêtement de sol, Congoleum-Nairn Inc. Mais le chantier traversa une phase difficile, perdant de l'argent sur ses contrats avec l'US Navy dont les prix étaient fixes alors que l'inflation faisait rage. La maison mère, désormais nommée Congoleum Corporation, chargea un ingénieur chimiste, John R. Sullivan, de redresser la situation du chantier naval. Sullivan implanta la construction modulaire, utilisée dans les chantiers japonais, que Bath Iron Works fut le premier chantier naval américain à adopter, ce qui contribua à redresser sa situation financière. Le chantier naval devint également l'un des plus sûrs du pays.
Bath Iron Works fut chargé de la construction de 13 des 27 frégates lance-missiles de la classe FFG-7 (en) pour l'US Navy, réalisant l'exploit de terminer avec 99 semaines d'avance et une économie substantielle. Le chantier était redevenu une affaire extrêmement rentable, avec un carnet de commandes bien rempli.
Dans les années 1980, Bath Iron Works remporta plusieurs contrats importants. Des croiseurs Aegis de la classe Ticonderoga furent ainsi construits entre 1982 et 1991. En 1985, furent commandés des destroyers Aegis de la classe Arleigh Burke. C'est alors que la direction de Congoleum tenta d'augmenter la rentabilité du chantier en tentant de limiter les coûts salariaux, ce qui déclencha une grève de 14 semaines, en 1985.
En 1986, Bath Iron Works devint la filiale de Bath Holding Corporation, elle-même filiale de Fulcrum II Limited Partnership, un fonds de placement.

## Après la guerre froide
À la fin de 1992, le chantier naval avait un carnet de commande de 2 milliards de dollars américain pour la construction de 14 destroyers de la classe Burke allant jusqu'en 1997, mais pas la moindre activité dans le domaine civil. En 1993, Bath Iron Works tenta de se diversifier par le développement de navires transporteurs d'automobiles, conjointement avec American Automar Inc., Great American Lines Inc., un constructeur japonais et la filiale canadienne d'un constructeur finlandais. Ce projet reçut le soutien du gouvernement fédéral.
La baisse des dépenses militaires entraîna néanmoins une diminution d'activité et une baisse des effectifs du chantier, qui passèrent de 12 000 en 1989 à 8 000 en 1995. Les principaux actionnaires, des compagnies d'assurances comme Prudential, qui avaient acquis de gros paquets d'actions dans les années 1980, commencèrent à chercher un repreneur. General Dynamics Corporation, un des principaux fournisseurs du Pentagone, se porta alors acquéreur, ce qui permit à Bath Iron Works de continuer à travailler pour la défense, la construction navale civile étant de toute façon saturée.
General Dynamics investit massivement pour moderniser le chantier naval de Bath et construire au meilleur coût les 11 destroyers DDG-51 de la classe Arleigh Burke commandés par l'US Navy. L'effectif du chantier passa 7 300 en 1997. Bath Iron Works remporta de nouveaux contrats pour un véhicule d'assaut amphibie pour les Marines et la construction de 12 navires de transport classe San Antonio pour l'US Navy.
En 1998, General Dynamics, déjà propriétaire de Bath Iron Works et du chantier Electric Boat de Groton acheta le chantier Nassco, de San Diego (Californie).
Fin 2008, le chantier commence la construction du destroyer USS Zumwalt (DDG-1000), une classe de navires de combat de nouvelle génération.

## Sources
- (en) Federation of American Scientists
- (en) [www.gdbiw.com Site officiel de l'entreprise]